# Benzenossulfonato de metila
Benzenossulfonato de metila é o composto orgânico, o éster do ácido benzenossulfônico do metanol, de fórmula C7H8O3S e massa molecular 172,2. É classificado com o número CAS 80-18-2, EINECS 201-256-8, Mol File 80-18-2.mol, número EC 201-256-8 e número MDL MFCD00014737. Apresenta densidade de 1,3, ponto de fusão de -4 ºC e ponto de fulgor de 143 ºC.